# Bill Gadsby
William Alexander "Bill" Gadsby, född 8 augusti 1927 i Calgary, Alberta, död 10 mars 2016 i Farmington Hills, Michigan, var en kanadensisk före detta professionell ishockeyspelare som tillbringade 20 säsonger i den nordamerikanska ishockeyligan National Hockey League (NHL), där han spelade för ishockeyorganisationerna Chicago Black Hawks. New York Rangers och Detroit Red Wings. Han producerade 568 poäng (130 mål och 438 assists) samt drog på sig 1 539 utvisningsminuter på 1 248 grundspelsmatcher.
Gadsby blev invald i Hockey Hall of Fame 1970.
Efter karriären drev han både ishockeyskolor och golfklubb i Michigan.

## Statistik
| 1943–1944   | Calgary Grills       |             | 9    | 4   | 1   | 5   | 4    | —  | — | —  | —  | —  |
| 1946–1947   | Chicago Black Hawks  | NHL         | 48   | 8   | 10  | 18  | 31   | —  | — | —  | —  | —  |
|             | Kansas City Pla-Mors | USHL        | 12   | 2   | 3   | 5   | 8    | —  | — | —  | —  | —  |
| 1947–1948   | Chicago Black Hawks  | NHL         | 60   | 6   | 10  | 16  | 66   | —  | — | —  | —  | —  |
| 1948–1949   | Chicago Black Hawks  | NHL         | 50   | 3   | 10  | 13  | 85   | —  | — | —  | —  | —  |
| 1949–1950   | Chicago Black Hawks  | NHL         | 70   | 10  | 25  | 35  | 138  | —  | — | —  | —  | —  |
| 1950–1951   | Chicago Black Hawks  | NHL         | 25   | 3   | 7   | 10  | 32   | —  | — | —  | —  | —  |
| 1951–1952   | Chicago Black Hawks  | NHL         | 59   | 7   | 15  | 22  | 87   | —  | — | —  | —  | —  |
| 1952–1953   | Chicago Black Hawks  | NHL         | 68   | 2   | 20  | 22  | 84   | 7  | 0 | 1  | 1  | 4  |
| 1953–1954   | Chicago Black Hawks  | NHL         | 70   | 12  | 29  | 41  | 108  | —  | — | —  | —  | —  |
| 1954–1955   | Chicago Black Hawks  | NHL         | 18   | 3   | 5   | 8   | 17   | —  | — | —  | —  | —  |
|             | New York Rangers     | NHL         | 52   | 8   | 8   | 16  | 44   | —  | — | —  | —  | —  |
| 1955–1956   | New York Rangers     | NHL         | 70   | 9   | 42  | 51  | 84   | 5  | 1 | 3  | 4  | 4  |
| 1956–1957   | New York Rangers     | NHL         | 70   | 4   | 37  | 41  | 72   | 5  | 1 | 2  | 3  | 2  |
| 1957–1958   | New York Rangers     | NHL         | 65   | 14  | 32  | 46  | 48   | 6  | 0 | 3  | 3  | 4  |
| 1958–1959   | New York Rangers     | NHL         | 70   | 5   | 46  | 51  | 56   | —  | — | —  | —  | —  |
| 1959–1960   | New York Rangers     | NHL         | 65   | 9   | 22  | 31  | 60   | —  | — | —  | —  | —  |
| 1960–1961   | New York Rangers     | NHL         | 65   | 9   | 26  | 35  | 49   | —  | — | —  | —  | —  |
| 1961–1962   | Detroit Red Wings    | NHL         | 70   | 7   | 30  | 37  | 88   | —  | — | —  | —  | —  |
| 1962–1963   | Detroit Red Wings    | NHL         | 70   | 4   | 24  | 28  | 116  | 11 | 1 | 4  | 5  | 36 |
| 1963–1964   | Detroit Red Wings    | NHL         | 64   | 2   | 16  | 18  | 80   | 14 | 0 | 4  | 4  | 22 |
| 1964–1965   | Detroit Red Wings    | NHL         | 61   | 0   | 12  | 12  | 122  | 7  | 0 | 3  | 3  | 8  |
| 1965–1966   | Detroit Red Wings    | NHL         | 58   | 5   | 12  | 17  | 72   | 12 | 1 | 3  | 4  | 12 |
| NHL totalt  | NHL totalt           | NHL totalt  | 1248 | 130 | 438 | 568 | 1539 | 67 | 4 | 23 | 27 | 92 |
| USHL totalt | USHL totalt          | USHL totalt | 12   | 2   | 3   | 5   | 8    | —  | — | —  | —  | —  |